# ОШ „Надежда Петровић” Нови Београд
ОШ „Надежда Петровић“ једна је од основних школа на Новом Београду. Налази се у улици Луја Адамича 4 у Блоку 7.

## Историјат
Школа је основана 1956. године, а тада је носила име основна школа „Жикица Јовановић Шпанац” по апсолвенту књижевности, учеснику Шпанског грађанског рата и Народноослободилачке борбе и народном хероју Југославије. Након оснивања, једно полугодиште радила је у згради ОШ „Иван Гундулић“, а након тога прелази у зграду данашње Девете гимназије „Михаило Петровић Алас” и ту остаје све до 1964. године. Тада добија нову зграду у улици Луја Адамича 4 где се и данас налази.
У априлу 2003. године школе је променила име у Надежда Петровић, по српској сликарки. Школа је имала и до 1500 ученика и радила је у три смене, а после 1990. године број ученика је опао и школска 2000/2001. година завршена са 684 ученика. Тада почиње благи пораст ђака, па је тако школска 2003/2004. година завршена са око 780 ученика. Наредне школске године број ученика остаје исти, а од тада поново пада. Школска 2016/2017. година почела је са 455 ученика.
Школска настава одвија се у 9 класичних учионица, 12 кабинета и фискултурној сали у оквиру школе. У школи постоји организован продужени објекат.
У мају 2016. године завршени су радови на постављању нове ограде дворишта и уређењу спортског терена у оквиру школског дворишта. У оквиру радова постављена је заштитна ограда иза голова на спортском терену. Такође су замењене конструкције за кошеве, постављени нови голови за фудбал и рукомет, а терен је обележен.